# 비활성 중성미자
비활성 중성미자(sterile neutrino) 또는 불임 중성미자는 가설적 입자의 하나이다. 중력을 제외한 기본 상호작용을 하지 않는 성질을 가지고 있기 때문에 보통의 중성미자와 대비되어 비활성 중성미자로 불린다. 오른쪽 방향성의 카이랄성을 가지고 있다. 일반적인 중성미자들은 모두 왼쪽 카이랄성을 가지고 있기 때문에 오른쪽 카이랄성을 가진 중성미자가 제기된 것이다. 현재까지 미발견 입자로 남아 있으나, 일부 대통일 이론에서 시소 메커니즘을 구현하기 위해 필요하다. 시소 메커니즘에 의하면 일반적 중성미자보다 매우 큰 질량을 가져야 한다.암흑 물질을 이루는 입자 가운데 하나일 가능성이 있다.
중성미자가 몇 종류 인지와 그 질량은 거대구조에 영향을 주어 우주 마이크로파 배경의 모습을 바꾼다. 예를 들어 중성미자의 가짓수는 초기 우주팽창에 영향을 준다. 중성미자의 가짓수가 많으면 빠른 팽창이 일어난다. 플랑크 위성의 2015년 자료는 1eV 근방의  질량을 가진 비활성 중성미자가 없다는 결과를 강하게 나타냈고 새로운 중성미자의 증거는 없었다.

## 같이 보기
- 입자 목록